# Черепно-мозговая травма
Че́репно-мозгова́я тра́вма (ЧМТ) — комплекс контактных повреждений (мягких тканей лица и головы, костей черепа и лицевого скелета) и внутричерепных повреждений (повреждений вещества головного мозга и его оболочек), имеющих единый механизм и давность образования.

## Классификация
По тяжести поражения различают лёгкую, средней степени тяжести и тяжёлую ЧМТ. Для определения степени тяжести используют шкалу комы Глазго. При этом пациент получает от 3 до 15 баллов в зависимости от уровня нарушения сознания, который оценивают по открыванию глаз, речевой и двигательной реакциям на стимулы. Лёгкая ЧМТ оценивается в 13—15 баллов, среднетяжёлая — в 9—12, тяжёлая — в 3—8.
Также различают изолированную, сочетанную (травма сопровождается повреждением других органов) и комбинированную (на организм действуют различные травмирующие факторы) ЧМТ.
ЧМТ разделяют на закрытую и открытую. При открытой черепно-мозговой травме повреждены кожный покров, апоневроз и дном раны является кость или более глубоколежащие ткани.
При этом, если повреждена твёрдая мозговая оболочка, то открытую рану считают проникающей. Частный случай проникающей травмы — истечение спинномозговой жидкости из носа или уха в результате перелома костей основания черепа. При закрытой черепно-мозговой травме апоневроз не поврежден, хотя кожа может быть повреждена.
Клинические формы ЧМТ:
- Перелом костей черепа — Переломы чаще являются костно-линейными.
- Сотрясение головного мозга — вызванное травмой нарушение неврологических функций. Все симптомы, возникающие после сотрясения, обычно со временем (в течение нескольких дней — 7-10 дней) исчезают. Стойкое сохранение симптоматики является признаком более серьёзного повреждения головного мозга. Сотрясение головного мозга может сопровождаться или не сопровождаться потерей сознания. Основными критериями тяжести сотрясения мозга являются продолжительность (от нескольких секунд до 5 (в некоторых источниках до 20) минут[6]) и последующая глубина потери сознания и состояния амнезии. Неспецифические симптомы — тошнота, рвота, бледность кожных покровов, нарушения сердечной деятельности. Неврологическое исследование, как правило, не выявляет отклонений, но могут отмечаться соматические симптомы (головная боль), физикальные признаки (потеря сознания, амнезия), изменение поведения, когнитивные нарушения или нарушение сна. Некоторые из этих последствий могут продолжаться несколько месяцев после травмы.
- Ушиб головного мозга: лёгкой, средней и тяжёлой степени (клинически). Ушиб головного мозга проявляется в ушибленной ране ткани мозга. Ушиб удар-противоудар наносится когда мозг ударяется о стенку черепа в месте непосредственного воздействия внешнего объекта на голову, получает одну ушибленную рану и затем ушибленная рана наносится на противоположную сторону мозга при резком замедлении движения ткани мозга. Клинические проявления зависят от расположения ушиба, и включают изменение психического состояния, повышенную сонливость, спутанность сознания, тревожное возбуждение. Небольшие интрапаренхиматозные кровоизлияния и припухлость окружающей ткани часто можно определить при компьютерной томографии.

- Диффузное аксональное повреждение — сильное повреждение аксонального белого вещества мозга в результате действия силы срезывания, вызываемой сильным ускорением или торможением мозга
- Сдавление головного мозга
- Внутричерепное кровоизлияние (кровоизлияние в полости черепа: Субарахноидальное кровоизлияние, Субдуральная гематома, Эпидуральная гематома, Внутримозговое кровоизлияние, Вентрикулярное кровоизлияние)

### Сочетание
Одновременно могут наблюдаться различные сочетания видов черепно-мозговой травмы: ушиб и сдавление гематомой, ушиб и субарахноидальное кровоизлияние, диффузное аксональное повреждение и ушиб, ушиб головного мозга со сдавлением гематомой и субарахноидальным кровоизлиянием.

## Патогенез и клиническая картина
- поражение черепных нервов указывает на сдавление и ушиб головного мозга.
- очаговые поражения мозга говорят о повреждении определенной области головного мозга, бывают при ушибе, сдавлении головного мозга.
- стволовые симптомы являются признаком сдавления и ушиба головного мозга.
- менингеальные симптомы — их наличие указывает на наличие ушиба головного мозга либо субарахноидального кровоизлияния. Спустя несколько дней после травмы могут быть признаком развившегося менингита.

### Симптомы[7]
- наружные гематомы, разрывы ткани
- бледность;
- рвота, тошнота;
- раздражительность;
- заторможенность, сонливость;
- слабость;
- парестезия;
- головная боль;
- нарушение сознания — потеря сознания, сомноленция, сопор, кома, амнезия, спутанность сознания;
- неврологические симптомы — конвульсии, атаксия;
- могут изменяться основные показатели состояния организма — глубокое или аритмичное дыхание, гипертензия, брадикардия — что может свидетельствовать о повышенном внутричерепном давлении.

## Патофизиология в педиатрии[7]
Выступающий затылок, увеличенная пропорция головы по отношению к телу, слабые мышцы шеи, более высокий центр тяжести предрасполагают детей к травмам головы. Более тонкие кости черепа и в меньшей степени миелинизированный мозг обуславливают большую серьезность травм головы, предрасположенность к интрапаренхиматозным повреждениям. Поэтому тогда когда у взрослого чаще наблюдается очаговая внутричерепная гематома у ребёнка повышается вероятность диффузного отека мозга.
В нормальном состоянии кровообращение поддерживается на постоянном уровне посредством ауторегуляции (См. Гемодинамика#Головной мозг). При тяжелых черепно-мозговых травмах ауторегуляция нарушается и кровоток в мозг начинает определяться давлением перфузии головного мозга которое равно артериальному среднему давлению минус внутричерепное давление. Таким образом мозговой кровоток нарушается если артериальное среднее давление слишком маленькое (при гипотензии) или если внутричерепное давление слишком высокое (при отеке мозга). Некоторые приемы помощи детям с черепно-мозговыми травмами делают акцент на поддержании артериального среднего давления и понижении внутричерепного давления, однако, контроль давления перфузии головного мозга при травмах может быть затруднен. Дети имеют большие возможности восстановления чем взрослые, особенно это касается новорожденных и детей младшего возраста у которых открытые швы черепа и родничок позволяют черепу расширятся при отеке или кровотечении.
При травме головы выделяют первичные и вторичные повреждения головного мозга. Первичные повреждения это структурное повреждение черепа и его содержимого происходящее в момент травмирования. Вторичные повреждения это поражение ткани головного мозга происходящее после события травмирования. Такие повреждения могут быть результатом гипоксии, недостаточной перфузии, гиперкапнии, гипертермии, изменения метаболизма глюкозы и натриевого обмена. Лечение должно быть направлено прежде всего на предотвращение вторичных повреждений.

## Физикальное обследование у детей[7]
Гипертензия, брадикардия и аритмичное дыхание (Триада Кушинга) свидетельствуют о существенном внутричерепном повреждении, сопровождающемся повышенным внутричерепным давлением. Вторичное обследование включает пальпацию и обследование волосистой части кожи головы на предмет припухлости мягких тканей, смещений, разрывов, припухлость родничка. Лицевой череп должен быть обследован на предмет стабильности и деформаций. Также рекомендуется проверить другие признаки черепно-мозговой травмы — гематомы носовой перегородки, истечение крови или жидкостей из носа и ушей, стоматологические травмы, аномалии прикуса. Барабанные перепонки должны быть осмотрены на наличие гемотимпанума (кровоизлияния в среднее ухо) или отореи цереброспинальной жидкости, которые вместе с кровоподтеком непосредственно за ушной раковиной, окологлазным экхимозом (кровоподтеком) (Симптом очков), парезом черепно-мозгового нерва, могут указывать на перелом основания черепа. Обследование офтальмоскопом может потребоваться для выявления отёка диска зрительного нерва, связанного с повышением внутричерепного давления или ретинального кровоизлияния.
Важной составляющей вторичного обследования является неврологическое исследование. Оно включает оценку психического состояния, обследование черепно-мозгового нерва, анализ наличия и качества сухожильного рефлекса, мышечного тонуса, мышечной силы, чувствительности церебеллярной функции. Для оценки уровня сознания применяют шкала комы Глазго.

## Инструментальное обследование[7]
При проникающих и тупых черепно-мозговых травмах чаще применяется бесконтрастная КТ. Она обладает достаточной чувствительностью для обнаружения острого кровотечения и переломов черепа. КТ также позволяет оценить серьёзность травмы по показателю увеличенного внутричерепного давления, отёка мозга, дислокации мозга. Об угрожающем характере травмы могут свидетельствовать следующие данные КТ: смещение срединной структуры, сглаживание борозды, увеличенные или сжатые желудочки, потеря нормальной дифференциации серого и белого вещества. Всем детям с нарушением сознания, с показателем по шкале комы Глазго ниже 14, с проникающей травмой, с фокальным неврологическим дефицитом должна быть немедленно проведена компьютерная томография. Для оценки неочевидных для показания к КТ случаев травмы головы у детей применяются критерии малого риска черепно-мозговой травмы.
| Возраст до 2-х лет | Возраст свыше 2-х лет |
| --- | --- |
| - Нормальное психическое состояние - Отсутствие гематом скальпа за исключением передней части - Нет потери сознания или потеря сознания продолжительностью менее 5 сек - Не тяжелый механизм травмирования - Перелом черепа не пальпируется - Поведение не изменилось со слов родителей | - Нормальное психическое состояние - Нет потери сознания - Нет рвоты - Не тяжелый механизм травмирования - Нет признаков перелома основания черепа - Нет сильных головных болей |

При удовлетворении этим критериям ребенок как правило не нуждается в госпитализации и проведении КТ.
Рентгенография информативна с точки зрения выявления переломов черепа, но не дает информации о внутричерепных травмах, которые возможны у детей и при отсутствии переломов черепа.
Важно учитывать вероятность травмы шейного отдела позвоночника. Несмотря на то, что травма шейного отдела позвоночника у детей сравнительно редкий случай, она должна предполагаться у детей с серьезной травмой головы, особенно если ее причиной явилась автомобильная авария, с нефиксированным положением. Дети с изменением психического состояния; сильными, болезненными повреждениями; с нарушенной способностью общения; очаговой неврологической недостаточностью; с локализованной болью, припухлостью, экхимозом в районе шейного отдела позвоночника требуют тщательного осмотра и диагностической визуализации шейного отдела позвоночника. Дети до 8 лет имеют повышенную пропорцию затылок-тело и следовательно вышерасположенный центр тяжести, поэтому большинство повреждений шейного отдела позвоночника в этой возрастной группе чаще происходят на более высоких уровнях (С1,С2,С3). Благодаря эластичности и несформировавшегося окостенения дети имеют больший риск повреждения связок, при отсутствия повреждения костей.

## Лабораторное исследование
При черепно-мозговых травмах проводятся общий анализ крови, анализ электролитов. Контроль уровня глюкозы необходимо проводить у детей с нарушением сознания. У пациентов с внутричерепным кровотечением должна быть проведена коагулограмма (протромбиновое время, активированное частичное тромбопластиновое время).

## Лечение
Обследование и лечение при серьезной травме должны производится одновременно.
Лечение черепно мозговых травм можно разделить на 2 этапа. Этап оказания первой медицинской помощи и этап оказания квалифицированной медицинской помощи в стационаре.
Первичное обследование осуществляется с особым вниманием к проходимости дыхательных путей, дыханию, иммобилизации шейного отдела позвоночника.
При наличии эпизода с потерей сознания больной независимо от его текущего состояния нуждается в транспортировке в стационар. Это обусловлено высоким потенциальным риском развития тяжелых опасных для жизни осложнений.
После поступления в стационар больному проводится клиническое обследование, собирается при возможности анамнез, уточняется у него или у сопровождающих характер травмы. Затем выполняется комплекс диагностических мероприятий направленных на проверку целостности костного каркаса черепа и наличия внутричерепных гематом и других повреждений тканей мозга.
После того как в ходе обследования устанавливается тип черепно-мозговой травмы, врач-нейрохирург, а при его отсутствии в клинике травматолог принимает решение о необходимости оперативного вмешательства и контроля внутричерепного давления. Целью первичных этапов лечения — предотвращение вторичных повреждений мозга, для чего максимизируется оксигенация и газообмен, поддерживается кровообращение для максимизации перфузии головного мозга, уменьшается повышенное внутричерепное давление, уменьшаются метаболические потребности головного мозга.
Пациенты со значительными внутричерепными повреждениями часто нуждаются в интубации для защиты дыхательных путей. Такие пациенты с показателем шкалы комы Глазго 8 и меньше должны быть подвергнуты быстрой последовательной интубации для контроля дыхательных путей.
В некоторых случаях для предотвращения поражения тканей головного мозга, и для поддержания нормального внутричерепного давления и защиты коры головного мозга от гипоксии выполняются трепанации и дренирования внутричерепных гематом. При отсутствии кровотечения в полость черепа больные ведутся как правило на консервативной терапии. При проведении премедикации может применяться этомидат, седативное средство нейтральное для сердечно-сосудистой системы и имеющее минимальное воздействие на кровяное давление. Большинство других седативных средств приводят к гипотензии, и следовательно к понижению артериального среднего давления и понижению давления перфузии головного мозга. Несмотря на неочевидный эффект, лидокаин может сглаживать транзиторное повышение внутричерепного давления сопровождающее оротрахеальную интубацию.
В прошлом считалось, что для понижения внутричерепного давления необходимо осуществлять гипервентиляцию. Гипервентиляция понижает артериальное парциальное давление углекислого газа и приводит к вазоконстирикции и понижению кровотока головного мозга, что в конечном итоге приводит к понижению внутричерепного давления. Однако такая практика имеет нежелательные последствия — нарушение церебрального метаболизма и вероятно обострение ишемии. В современной практике лечения рекомендуется нормальный газообмен (вентиляция) для поддержания уровня артериального парциального давления углекислого газа не ниже 34 мм рт. ст.
Для того чтобы предупредить недостаточную перфузию в мозг, требуется агрессивная поддержка кровообращения и артериального среднего давления с использованием растворов. Причинами гиповолемии и гипотензии могут быть другие повреждения. Поэтому необходим тщательное обследование на наличие других травм. Требуется контроль центрального венозного давления для оценки степени дегидрации. Возможна необходимость вазопрессоров для поддержки артериального среднего давления у нормоволемических пациентов.
Повышение внутричерепного давления создает препятствия для мозгового кровотока и усугубляет ишемические повреждения. Применение гипертонических растворов рекомендуется при лечении повышенного внутричерепного давления, особенно с признаками дислокации мозга. Гипертонический солевой раствор (3 %) это препарат первой линии в противоположность маннитолу. Кроме того методом понижения внутричерепного давления может служить приподнятие головы над кроватью на 30 градусов способствующее венозному оттоку. Использование маннитола и других диуретиков противопоказано пациентам с артериальным пограничным давлением, поскольку могут вызвать артериальную гипотензию, что приводит к уменьшению артериального среднего давления и ухудшает перфузию в мозг. Также для предупреждения возбуждения, которое может вести к повышению внутричерепного давления и повышению метаболических потребностей могут потребоваться мышечные релаксанты, седативные и анальгезирующие средства. Болезненные процедуры (например отсасывание) должны получить надлежащую премедикацию седативными и анальгезирующими средствами. Катетер внутрижелудочкового давления важен для контроля внутричерепного давления. Он также может использоваться для дренирования цереброспинальной жидкости, чтобы способствовать понижению внутричерепного давления.
Необходимо агрессивное лечение гипертермии и судорог, поскольку они увеличивают метаболические потребности. При гипертермии применяют жаропонижающие средства, а также применяются активные охлаждающие процедуры. Антиконвульсивная профилактика может потребоваться у детей в течение первых 7 дней. Следует учитывать, что судорожную активность трудно определить, если ребенок парализован.
Необходимы процедуры лечения электролитами и контроль состояния несахарного диабета у детей или синдрома неадекватной секреции антидиуретического гормона.
Пациентам с большими эпидуральными и субдуральными гематомами требуется хирургическое вмешательство для их удаления. Пациентам с вдавленными фракциями черепа требуется оперативное вмешательство для их поднятия от мозга. В отношении пациентов со значительной проникающей травмой головы осуществляется профилактика антибиотиками и противоэпилептическая профилактика и может потребоваться ангиография для оценки васкулярных повреждений.
Дети с незначительными травмами головы (показатель по шкале комы Глазго 14-15) без потери сознания или с кратковременной потерей сознания, без очаговых нарушений выявляемых при неврологическом обследовании, без переломов черепа, без упорной рвоты, с положительной динамикой и проявлением нормального психического состояния после 4-6 часов наблюдения могут быть выписаны при условии достаточного наблюдения со стороны родителей. Дети с отсутствующей положительной динамикой, с постоянной тошнотой, даже с незначительными повреждениями и нормальными результатами сканирования КТ должны оставаться под наблюдением.
Дети с умеренными травмами головы (первоначальный показатель по шкале комы Глазго — 9-12) требуют более продолжительного периода наблюдения и нейрохирургической консультации. Тяжелые травмы головы (показатель по шкале комы Глазго <8) требуют активных мер по стабилизации.
Пациенты с сотрясением мозга должны находиться под наблюдением. Должно быть проведено повторное обследование перед возобновлением спортивных занятий, поскольку повторные сотрясения могут вызывать долговременные расстройства.
Транексамовая кислота
В октябре 2019 года журнал The Lancet сообщил о способности транексамовой кислоты радикально улучшать состояние пациентов с ЧМТ. Лечебное действие основано на прекращении кровотечения из разорванных сосудов внутри чрепной коробки. Для положительного эффекта необходимо ввести препарат внутривенно как можно скорее после несчастного случая. Действие препарата заключается в предотвращении развития кровотечения до опасного уровня.

## Профилактика
1. Использование защитного снаряжения (ремни безопасности, шлемы, страховочные пояса, каски, каппы) снижает риск травм головы при ДТП, падениях, занятиях спортом.
2. Соблюдение правил безопасности (дорожной, производственной, спортивной) уменьшает вероятность опасных ситуаций.
3. Отказ от вождения в нетрезвом виде — алкоголь увеличивает риск аварий и тяжёлых травм.
4. Профилактика падений у пожилых (улучшение освещения, поручни, противоскользящие покрытия) — частая причина ЧМТ в старшем возрасте.
5. Нервно-мышечные тренировки** — упражнения на баланс и координацию снижают риск падений.
6. Защита детей (детские автомобильные кресла, безопасная среда дома и на детских площадках).
7. Избегание конфликтов и драк — удары по голове могут привести к сотрясению или ушибу мозга.
8. Осторожность в гололёд (ледоступы, медленная ходьба) — предотвращает падения с ударом головой, лыжные шлемы.

Эти меры помогают снизить риск как лёгких (сотрясение мозга), так и тяжёлых ЧМТ (ушиб, кровоизлияние).

## Прогноз
Прогноз заболевания во многом зависит от характера и тяжести травмы. При легких травмах прогноз условно благоприятный, в некоторых случаях происходит полное выздоровление без медицинской помощи. При тяжелых повреждениях прогноз неблагоприятный, без немедленной адекватной медицинской помощи больной умирает.
Для детей более младшего возраста, как правило, предполагается более благоприятный прогноз. Скальпированные раны головы, большинство переломов черепа, сотрясения мозга являются травмами малого риска. Внутричерепное кровоизлияние, некоторые виды переломов черепа, вторичные повреждения мозга, травмы, сопровождающиеся диффузным отёком мозга, считаются травмами высокого риска. Неоказание медицинской помощи в случае травм высокого риска может повлечь смертельный исход от дислокации мозга.
К осложнениям, связанным с тяжелыми травмами головы, относят посттравматические приступы, требующие прием в течение всей жизни антиконвульсантов; гидроцефалия требующая использования вентрикулоперитонеального шунтирующего катетера; вегетирующее или нарушенное психическое состояние. Проникающие травмы могут повлечь инфекции (менингит, абсцесс) и сосудистые повреждения (аневризма, артериовенозная мальформация). Последствием лёгких травм головы могут быть головокружение, головная боль, раздражимость, дефицит памяти, нарушения поведения, нарушение психического развития. Такие последствия могут наблюдаться в течение месяцев, но могут иметь и необратимый характер.